# Dwars door het Hageland 2024 (mannen)
De Belgische wielerwedstrijd Dwars door het Hageland voor mannen vond in 2024 voor de 21e keer plaats en werd verreden op 8 juni. De wedstrijd kende tevens een editie voor vrouwen en was bij beide een onderdeel van de Lotto Cycling Cup. De wedstrijd startte in Aarschot en finishte in Diest, gelegen in de streek Hageland. Titelverdediger was de Noor Rasmus Tiller. Na een wedstrijd van bijna 180 kilometer was het de Belg Gianni Vermeersch die deze editie de sterkste bleek. In het parcours waren negentien gravelstroken opgenomen.

## Uitslag
| Plaats  | Naam                  | Ploeg                   | tijd     |
| ------- | --------------------- | ----------------------- | -------- |
| Winnaar | Gianni Vermeersch     | Alpecin-Deceuninck      | 4u04'18" |
| 2       | Jonas Abrahamsen      | Uno-X Mobility          | + 1"     |
| 3       | Hartthijs de Vries    | TDT-Unibet Cycling Team | + 11"    |
| 4       | Rasmus Tiller         | Uno-X Mobility          | + 21"    |
| 5       | Søren Wærenskjold     | Uno-X Mobility          | z.t.     |
| 6       | Quinten Hermans       | Alpecin-Deceuninck      | z.t.     |
| 7       | Pim Ronhaar           | Baloise Trek Lions      | z.t.     |
| 8       | Stanisław Aniołkowski | Cofidis                 | + 28"    |
| 9       | Lionel Taminiaux      | Lotto-Dstny             | + 30"    |
| 10      | Lander Loockx         | TDT-Unibet Cycling Team | + 31"    |

Mannen: 2001 · 2002 · 2003 · 2003-2006 · 2007 · 2008 · 2009 · 2010 · 2011 · 2012 · 2013-2015 · 2016 · 2017 · 2018 · 2019 · 2020 · 2021 · 2022 · 2023 · 2024 · 2025
Vrouwen: 2021 · 2022 · 2023 · 2024 · 2025
Ronde van Valencia ·
Figueira Champions Classic ·
Ronde van Oman ·
Clásica de Almería ·
Ronde van de Algarve ·
Ruta del Sol ·
Ardèche Classic ·
Drôme Classic ·
Kuurne-Brussel-Kuurne ·
Trofeo Laigueglia ·
Nokere Koerse ·
Milaan-Turijn ·
GP Denain ·
Bredene Koksijde Classic ·
Grote Prijs Miguel Indurain ·
Scheldeprijs ·
Brabantse Pijl ·
Ronde van de Alpen ·
Ronde van Turkije ·
Grote Prijs van Plumelec ·
Tro Bro Léon ·
Ronde van Hongarije ·
Vierdaagse van Duinkerke ·
Boucles de la Mayenne ·
Ronde van Noorwegen ·
Circuit Franco-Belge ·
Brussels Cycling Classic ·
Dwars door het Hageland ·
Ronde van België ·
Ronde van Slovenië ·
Ronde van het Qinghaimeer ·
Ronde van Wallonië ·
Arctic Race of Norway ·
Ronde van Burgos ·
Ronde van Denemarken ·
Ronde van Duitsland ·
Maryland Cycling Classic ·
Ronde van Groot-Brittannië ·
Grote Prijs van Fourmies ·
GP Industria & Artigianato-Larciano ·
Coppa Sabatini ·
Grote Prijs van Wallonië ·
Ronde van Luxemburg ·
Super 8 Classic ·
Ronde van Langkawi ·
Ronde van het Münsterland ·
Ronde van Emilia ·
Parijs-Tours ·
Coppa Bernocchi ·
Ronde van de Drie Valleien ·
Ronde van Piemonte ·
Ronde van het Taihu-meer ·
Ronde van Veneto ·
Japan Cup ·
Veneto Classic